# James Freeman
James Black Freeman (20 de fevereiro de 1891 — 16 de julho de 1951) foi um ciclista olímpico estadunidense. Representou sua nação em dois eventos nos Jogos Olímpicos de Verão de 1920, em Antuérpia.